# Necrophylus arenarius
Necrophylus arenarius is een insect uit de familie van de Nemopteridae, die tot de orde netvleugeligen (Neuroptera) behoort. 
Necrophylus arenarius is voor het eerst wetenschappelijk beschreven door Roux in 1833.